# 알라시 자치국

알라시 자치국의 국기

알라시 자치국(카자흐어: Алаш аутономиясы 알라슈 아우토노미야스)은 러시아 내전 시기에 존재했던 카자흐인 정부였다. 그 강역은 오늘날의 카자흐스탄과 절반 이상 일치한다. 수도는 알라시칼라였다.
1905년, 카자흐스탄(당시 이름 러시아령 튀르케스탄) 도독 겸 관리관으로 바실리 발라바노프가 부임해 왔고, 1920년까지 그 직을 유지했다. 알라시 자치국은 이름뿐인 국가였다. 당시 카자흐스탄은 러시아 백군이 장악했고, 제정에서 임명되었던 발라바노프가 유임되었다. 1920년 러시아 적군이 알라시를 함락시키고, 발라바노프는 적군을 피해 중국으로 도망갔다. 알라시 자치국은 1917년 12월 건국이 선포되었다. 알리한 부케이하노프가 이끌던 지도부는 "알라시 오르다(카자흐어: Алаш Орда)"라는 정부를 세우고 백군과 제휴해 적군과 싸웠다.
백군이 소수민족 자치에 회의적이고 강경 러시아주의 성향을 띄자 백군에 대한 지지를 철회했다. 1919년알라시 자치국은 적군과 협상을 해보려 시도했지만 1920년 카자흐스탄을 점령한 적군은 키르기스 자치 소비에트 사회주의 공화국을 설치했다. 이것이 1925년에 카자흐 자치 소비에트 사회주의 공화국으로, 1936년 카자흐 소비에트 사회주의 공화국으로 개칭되면서 오늘날의 카자흐스탄의 전신이 되었다.

## 같이 보기
- 북캅카스 산악공화국
- 투르키스탄 자치령
- 투르키스탄 자치 소비에트 사회주의 공화국
- 카자흐 자치 소비에트 사회주의 공화국